# Luc Stevens
Luc Stevens (Turnhout, 10 mei 1962) is een Vlaams regisseur en scenarist. Hij is actief als regisseur van concerten, theater, muziektheater, musicals en massaspektakels. Zijn voorkeur gaat naar het creëren van artistieke projecten met een ziel en een sociale dimensie.

## Biografie
Voor hij als regisseur aan de slag ging, was Luc Stevens leerkracht "Dramatische Expressie" en gastdocent "Muzikale Vorming" in de leerkrachtenopleiding. Hij is zaakvoerder en artistiek leider van het productiehuis "Luc Stevens Producties" en van Luccreatief bv. Hiermee creëerde hij tal van producties. Luc werkt ook als freelancer voor regie- en schrijfopdrachten.
In 1998 richtte hij samen met choreografe Natascha Pire dansschool Impuls op. Hij richtte in 1999 vzw showtime op wat de start was van de eerste massaspektakels.(Fools en de drie muskeViers). Als schepen van cultuur in Geel startte hij met Gheelamania wat het begin was van vele gemeentelijke spektakels onder zijn regie. (Mol in scène , de Groote rappel Leopolsburg, Niemandsland Essen, De Merodes Westerlo, Wettewa  Dessel). Hij deed de regie van de afscheidsshow van de nieuwe snaar in het sportpaleis, de Kriegelshow van Marc de Bel, de lastpost concerten in de kathedraal van Ieper, music for Clio, , enkele muziektheatervoorstellingen met tournee langs menig cultuurcentra: o.a. Nightingale, Petticoat, wakannekik, as you like it, ontstemd, de bonanza's, percussive, joie de vivre, de tabel van Mendeljev, le fauteuil de l'amour, sterrelicht en appeltaart. Na het grote spektakel 'de Merodes' werd hij vaste regisseur bij Historalia. Met dit productiehuis onder leiding van prins Simon de Merode creëerde hij de spektakels Marie-Antoinette, Albert 1, Rubens, 1830, Damiaan aan de basiliek van Scherpenheuvel en Marie Antoinette voor het kasteel van Wynendale. .Tevens richtten hij met Simon in 2015 Kerstmagie op dat startte in het kasteel de Merode dat ondertussen uitgebreid is naar 11 kastelen (8 in Vlaanderen en 3 in Wallonië). Stevens deed de productie en de regie van Zoo of Life  en Obaia (uitgesteld door corona) in de koningin Elisabethzaal en de zoovertellingen in de zoo van Antwerpen. 

## Producties
- Een tiental jeugd-kindermusicals tussen (1990 en 2005)
- Gheelamania I (2005)
- Vele theaterregies (tussen 2005 en 2010)
- Music For Clio i.s.m. Kom Op Tegen Kanker (2009)
- Musicalproducties Oliver (3x), My Fair Lady, het kerstparadijs
- Musical Jacques ca va ( 2011 - winnaar Vondelprijs)
- Gheelamania II (2010)
- Cunina (shows tussen 2010 en 2013)
- Mol-in-Scène I (2011)
- De Merodes (2012)
- As you like it (2013)
- Marie-Antoinette historalia  (2014)
- de nieuwe snaar Sportpaleis (2014)
- Wakannekik ( 3 shows tussen 2013 en 2016 - tal van optredens in scholen en cc's)
- Gheelamania III (2015)
- Albert I Historalia (2016)
- De Groote Rappel I (2016)
- musical Ontstemd ism VITO ( 2016)
- The Bonanza's the sixties (2016)
- Joie de vivre (2017) muziektheater (tournée cc's)
- Villanella (concert 2017)
- Mol-in-Scène 2 (september-oktober 2017)
- show Percussive (tournée's cc's)
- Zoo of Life (april 2018) naar aanleiding van 175 jaar ZOO van Antwerpen
- Rubens Historalia   (augustus 2018)
- Niemandsland (september 2018)
- De tabel van Mendeljev (2019)
- De Grote Rappel² (2019)
- Kerstmagie (alle versies van 2015 tot en met 2022 - nu in 10 kastelen)
- Le fauteuil de l'amour (februari 2021)
- Obaia in de koningin Elisabethzaal ( feb - april 2021 uitgesteld)
- Petticoat (al hun shows van 2014 tot 2022)
- 1830 Historalia  (2021)
- Gheelamania IV  (2022)
- Wettewa graspoppleinen Tabloo Dessel
- zoovertellingen ( naar aanleiding 180 jaar zoo van Antwerpen)
- Damiaan achter basiliek Scherpenheuvel
- Marie Antoinette voor kasteel Wynendale Torhout
- 10 jaar Luccreatief
- Jeanne d'Arc
- 1830 Historalia (2025) voor kasteel Wynendale Torhout

## Acteerwerk
- De Drie Muskeviers (1999) - Lodewijk XIII
- Musical Fools (1997) - Snetsky
- Acteur bij Oratora (1980-2000): o.a. Jefke in Lili en Marleen
- Musical Sjakie en de chocoladefabriek (2001) - Wonka
- Leopold III (2010) - Van den Boeynants
- Musical Oliver (2011) - Fagin